# My Inspiration
My Inspiration è il primo album in studio della cantante filippina Charice, pubblicato nel 2009.

## Tracce
1. Always You (Jonathan Manalo) - inedito
2. Wind Beneath My Wings (Jeffrey Silbar, Larry Henley) - cover di Bob Montgomery
3. I'll Be There (Berry Gordy, Bob West, William Hutchison, Harold Davis) - The Jackson 5
4. You'll Never Stand Alone (Diane Warren) - Whitney Houston
5. You Raise Me Up (Brendan Graham, Rolf Løvland) - Secret Garden
6. Mama (Matthew Rowe, Richard Stannard, Geri Halliwell, Melanie Brown, Emma Bunton, Melanie Chisholm, Victoria Beckham) - Spice Girls
7. In My Life (John Lennon, Paul McCartney) - The Beatles
8. Through the Years (Steve Dorff, Marty Panzer) - Kenny Rogers
9. For Mama (Ray Robinson) - Ray Charles
10. You and Me Against the World (featuring Raquel Pempengco) (Kenny Ascher, Paul Williams) - Helen Reddy

Bonus tracks
1. Always You (extended version)
2. Wind Beneath My Wings (orchestral mix)